# Rabbit Islands
Rabbit Islands är öar i Storbritannien.   De ligger i kommunen Highland och riksdelen Skottland, i den norra delen av landet, 800 km norr om huvudstaden London.